# Pedro Antonio Rodriguez Cuesta
Pedro Antonio Rodriguez Cuesta (* 1. března 2006) je český fotbalista kubánského původu, který hraje jako brankář za český klub AC Sparta Praha. Česko reprezentoval v mládežnických kategoriích..

## Kariéra
S fotbalem začínal v Bohemians Praha, odkud v roce 2013 přestoupil do Sparty. V roce 2023 podepsal svoji první profesionální smlouvu. V sezóně 2023/24 se Spartou U19 získal mistrovský titul. Ve druhé polovině roku 2024 (08–12/2024) byl na hostování v FK Loko Vltavín, klubu z 3. ligy. Odehrál zde 8 ligových utkání.. V klubu AC Sparta Praha prošel mládežnickými kategoriemi a posunul se do B-týmu. 
Zapsal si také několik startů za mládežnické reprezentace.

## Výkony a statistiky
Rodriguez Cuesta má na kontě účast v 33 utkáních celkem (mládež a rezervy), včetně mládežnické ligy U19, MOL Cupu a UEFA Youth League. Za sezónu 2024/25 odehrál celkem 4 zápasy v mezinárodních soutěžích (1× Premier League International Cup a 3× kvalifikace Mistrovství Evropy U19), dohromady 360 minut. Současně odehrál 9 klubových zápasů (UEFA PL Int. Cup + 3. liga + Youth League) a 16 mládežnických reprezentačních utkání (U18, U19).